# 綦江站
綦江站是位于重庆市綦江区古南街道的一个铁路车站，邮政编码401421。车站有川黔铁路经过该站，车站及其上下行区间均已电气化。车站是隶属成都铁路局三等站，目前每日办理往来重庆西和遵义5629/5630次一对列车的客运业务，办理货运业务。

## 概要
綦江站作为原綦江铁路车站于1947年建成通车，当时车站位于城北街对面的大佛庙。1950年开始原綦江铁路开始延修，并于1960年代成为川黔铁路的一部分。在川黔铁路施工期间，铁路部门将车站搬迁至现址:311。
綦江站建于一座坝子上，与江边的公路通过一座70多级的台阶连接。在渝贵铁路通车前，台阶下设有一座码头和一座公交站，曾有通往江对面沱湾的渡轮和城区的公交。车站目前设有通往綦江石油有限公司的专用线一条。